# 伏見扇太郎
伏見 扇太郎（ふしみ せんたろう、1936年2月19日 - 1991年頃）は、日本の俳優。東京市（現在の東京都）出身。本名は船越 貞雄（ふなこし さだお）。

## 経歴
門閥外ながら歌舞伎出身。二代目中村又五郎の門弟だった。昭和29年（1954年）、中村又一の名で松竹の『びっくり五十三次』に端役で出ていたところを東映にスカウトされ、翌30年（1955年）に伏見扇太郎として、東映より『月笛日笛』でデビュー。その後『まぼろし小僧の冒険』で主演をやって以降、数々の時代劇映画に主役及び助演として出演。主に2本立ての映画の2本目として編成された“東映娯楽版”や子供向け作品の主役だったが、華奢な体つきと、女形も出来るような容姿で大変な人気を集めた。
中村錦之助、大川橋蔵、東千代之介、里見浩太郎らと共に子供達に人気の若手スターとして将来を嘱望されていた。
しかし、1960年代に入って以降は伸び悩み、後輩である里見の主演作品の助演や、一般作品の端役にまでそのランクを下げ、1965年にはスクリーンから姿を消した。その背景には黒澤明監督作品のリアリズムな時代劇が主流になり、東映もそれに同調し、伏見の華奢な体で剣戟の迫力があるのが不自然であるということで受けなくなったという一面もある。福本清三は伏見について「あんなに大スターやったんやけど、最後は私ら（大部屋俳優）と同じような仕事をされてましたからね。さぞ、つらかったと思いますわ。心の痛みが想像できますわ」と慮っている。
1968年に結核となり、俳優を完全廃業。その後は東京で飲み屋を開いたが失敗。地方回りの大衆劇団に出た、またラーメン屋の屋台を動かしていたなど、没落の話題しか聞こえてこなくなった。1973年に東映のスタッフが『仁義なき戦い 広島死闘篇』で広島ロケをやっていると聞き、ひょこり撮影現場に顔を出し、スタッフが驚いて「広島で何やってるの？」と聞いたら「広島のボウリング場の従業員として働いているよ。レーンを磨いたりしてる」と答えたという。
その後1980年代に入り芸能活動を再開。1984年から1985年にかけて美山昇二郎主催の「劇団美山」に参加するなど主に舞台を中心に活動をした。
しかし1985年に妻を殺害される事件が起き、私生活は不遇だった。1986年、20数年ぶりに映画『玄海つれづれ節』に、役名「伏見扇太郎」として出演し、スターだった頃の映画を再び上映したいと願う若松の映画館主を演じた。
1988年末には轟新吾劇団に移籍。日本舞踊をメインに活動していた。その頃大阪の料亭の仲居の女性と親密な関係になり、彼女の家に転がり込んで生活していたというが、その後の動向はっきりしていない。
南正時は2001年出版の著書の『オジサンの玉手箱』で伏見が上記の映画出演よりも後、自ら命を絶ったとの話を聞いたと言い、永田哲朗は『東映キネマ旬報』2009年春号で人知れず亡くなったとしている。

## 出演

### 映画
- 月笛日笛（1955年）
- 百面童子（1955年）
- まぼろし小僧の冒険（1955年）
- 天兵童子（1955年）
- 赤穂浪士（1956年）
- 江戸三国志（1956年）
- 日輪太郎（1956年）
- 緑眼童子（1956年）
- 風雲黒潮丸（1956年）
- 孫悟空（1956年）
- 曽我兄弟 富士の夜襲（1956年）
- 若さま侍捕物帳（1957年）
- 竜虎捕物陣二番手柄（1957年）
- おしどり駕籠（1958年）
- 少年三国志（1958年）
- 小天狗霧太郎（1958年）
- ふたり若獅子（1959年）
- 里見八犬伝（1959年）
- 富獄秘帖（1959年）
- 壮烈新選組 幕末の動乱（1960年）
- 南国太平記（1960年）
- 祇園の暗殺者（1962年）
- 御金蔵破り（1964年）
- 任侠木曽鴉（1965年）
- 玄海つれづれ節（1986年）

### テレビ
- 戦国大統領（1963年）